# Alessandro Del Piero
Alessandro „Alex“ Del Piero (* 9. November 1974 in Conegliano) ist ein ehemaliger italienischer Fußballspieler.
Er spielte auf der Position des Stürmers und gilt als eine Symbolfigur von Juventus Turin, dort verbrachte er die längste Zeit seiner Profikarriere und hält zahlreiche klubinterne Rekorde. In Italien ist Del Piero unter dem Spitznamen Pinturicchio bekannt, den ihm Giovanni Agnelli verlieh, benannt nach dem italienischen Maler Pinturicchio. Von den Juve-Anhängern wird er in Anlehnung an Ronaldo, der in Italien als Il Fenomeno (Das Phänomen) bezeichnet wurde, auch Fenomeno Vero (Das wahre Phänomen) genannt.

## Jugend
Alessandro Del Piero wurde 1974 im oberitalienischen Conegliano geboren und wuchs mit seiner Familie in San Vendemiano (Region Venetien) auf. Sein Vater arbeitete als Elektriker und er hat mit Stefano einen älteren Bruder. 1982 begann Del Piero in seiner Heimatstadt mit dem Jugendfußball, bevor er als 13-Jähriger in die Nachwuchsabteilung des Zweitligisten Calcio Padova aufgenommen wurde.

## Karriere

### Calcio Padova
Del Piero war ein vielversprechendes Nachwuchstalent und bereits im Alter von 16 Jahren trainierte er mit dem Kader der Profimannschaft. Im Spiel gegen die ACR Messina kam er am 15. März 1992 als Einwechselspieler zu seinem Profidebüt in der Serie B, pendelte aber zunächst noch zwischen den Profis und der Jugendmannschaft Allievi nazionali. In der Folgesaison 1992/93 brachte es Del Piero auf insgesamt zehn Einsätze und erzielte am 22. November 1992 beim 5:0-Sieg über Ternana Calcio sein erstes Tor. Als Tabellenfünfter hatte Padova den Aufstieg in die Serie A knapp verpasst.

### Juventus Turin
Als 18-Jähriger wechselte er im Sommer 1993 zu Juventus Turin. Dort trainierte er mit dem Profiteam und wurde von Trainer Giovanni Trapattoni häufig eingesetzt. Zu dieser Zeit standen mit Fabrizio Ravanelli, Gianluca Vialli und Roberto Baggio drei Spitzenstürmer im Kader von Juventus. Sein Serie-A-Debüt gab er am 12. September 1993 beim 1:1 im Auswärtsspiel bei Foggia Calcio, als er in der 74. Minute für Ravanelli eingewechselt wurde. Eine Woche später schoss er beim 4:0 gegen die AC Reggiana sein erstes Tor. In der Saison 1993/94 spielte er außerdem noch für die Jugendmannschaft Primavera und gewann mit dieser die italienische Meisterschaft.
Im Sommer 1994 wurde Marcello Lippi Trainer und Luciano Moggi und Antonio Giraudo übernahmen das Management. Es gab die Idee, Del Piero für ein Jahr zur AC Parma auszuleihen, um Spielpraxis zu sammeln, diese wurde jedoch wieder verworfen. In der Saison 1994/95 avancierte er schließlich zum Stammspieler und gewann mit Juventus seine erste nationale Meisterschaft, zugleich die erste für den Verein seit neun Jahren.
Als zur Saison 1995/96 die feste Nummerierung der Spieler eingeführt wurde, erhielt Del Piero die Rückennummer 10, die vor ihm Omar Sívori oder Michel Platini getragen hatten, zugesprochen. Mit sechs Toren in elf Europapokalspielen trug er zum Sieg seiner Mannschaft in der Champions League in dieser Spielzeit bei. Später schoss er sein Team mit seinem Tor im Finale gegen River Plate auch zum Weltpokalsieg. Del Piero wurde als bester Spieler des Weltpokal-Endspiels ausgezeichnet.

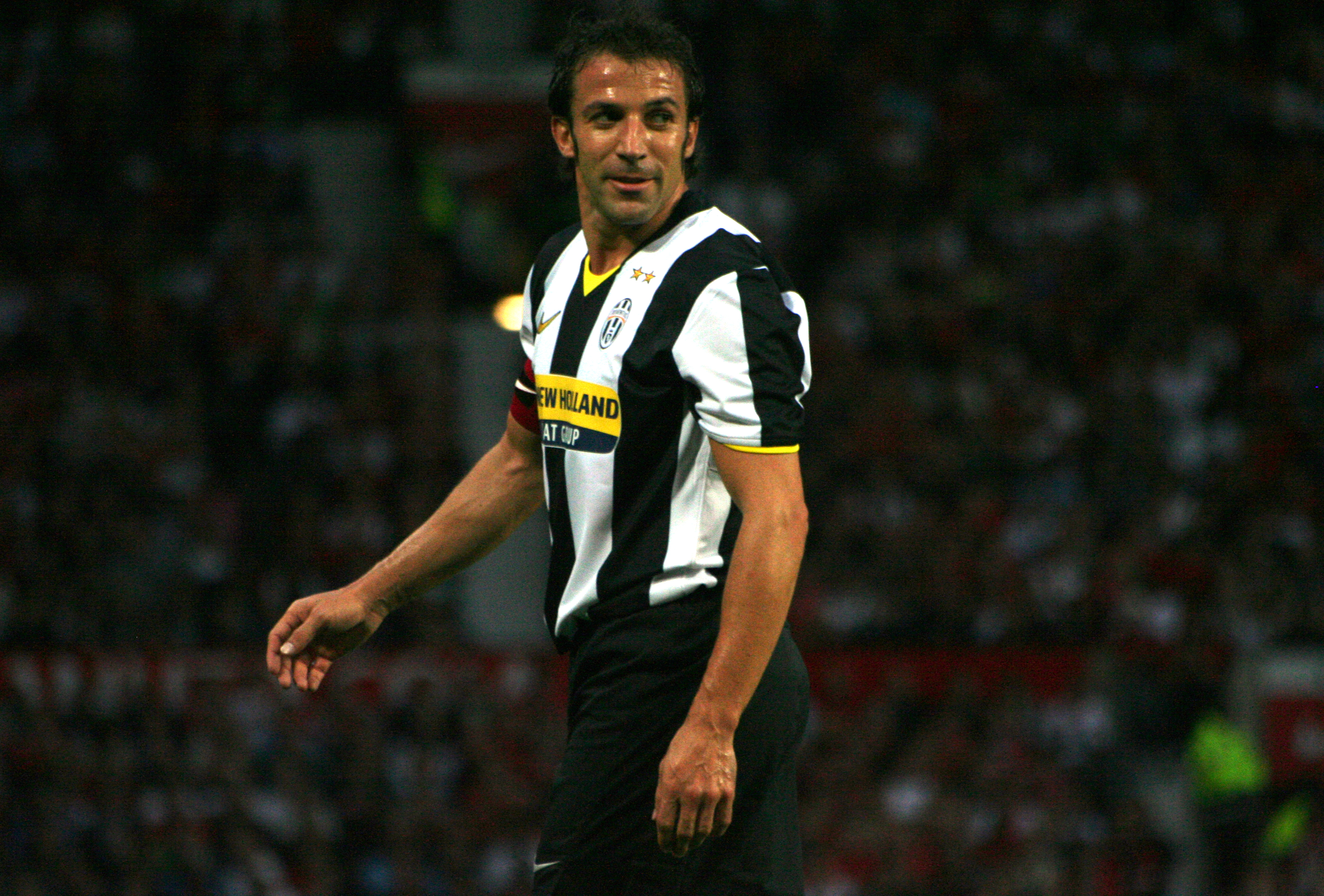
Alessandro Del Piero im Trikot von Juventus Turin (2008)

In der Spielzeit 1997/98 gewann er mit Juventus erneut den Scudetto und spielte die wahrscheinlich erfolgreichste Saison seiner Karriere. Er erzielte in 32 Ligaspielen 21 Tore und zudem 10 Tore in 10 Partien der Champions League, in der man erst im Finale Real Madrid unterlag.
Am 8. November 1998 erlitt er im Spiel gegen Udinese Calcio einen Kreuzbandriss am rechten Knie und fiel neun Monate aus. Seit dieser schweren Verletzung wurde Del Piero oft vorgehalten, an Stärke eingebüßt zu haben. Erst in der Saison 2002/03 knüpfte er an seine Leistungen vor der Verletzung an.
Die Saison 1998/99 verlief für Del Piero und für Juventus enttäuschend, die Mannschaft landete vor allem aufgrund seiner und Filippo Inzaghis Verletzung nur auf dem sechsten Tabellenplatz, weshalb Lippi noch während der Saison zurücktrat und von Carlo Ancelotti beerbt wurde. Die folgenden beiden Spielzeiten (1999/00 und 2000/01) verliefen durchwachsen, Juve verpasste knapp die Meisterschaft und schied im Europapokal jeweils frühzeitig aus; in der Saison 2000/01 scheiterte Juventus Turin in der Gruppenphase der Champions League am Hamburger SV, Panathinaikos Athen und Deportivo La Coruña und schied als Gruppenletzter aus.
Erst als Lippi zur Saison 2001/02 als Trainer zurückgekehrt war, fanden Del Piero und die Mannschaft zum Erfolg zurück. In den Spielzeiten 2001/02 und 2002/03 steuerte er jeweils 16 Tore zum Gewinn der Meisterschaft bei. 2003 erreichte die Mannschaft erneut das Champions-League-Finale, das sie im Elfmeterschießen gegen die AC Mailand verlor.
Im Sommer 2004 übernahm Fabio Capello den Trainerposten bei Juventus und führte die Mannschaft zu zwei Meisterschaften (2004/05 und 2005/06). Diese wurden allerdings nach dem Urteil um den italienischen Fußball-Skandal 2005/06 aberkannt. Del Piero hatte keinen Stammplatz mehr unter Capello, da dieser auf die beiden anderen Stürmerstars David Trezeguet und Zlatan Ibrahimović setzte. Del Piero erzielte als Einwechselspieler in den beiden Spielzeiten immerhin 14 bzw. zwölf Tore.
Die Saison 2006/07 bestritt Del Piero mit Juve in der Serie B. Nach dem Zwangsabstieg aufgrund des Skandals war er der erste Spieler, der sich offen zu seinem Club bekannte und den Fans versprach, Juve treu zu bleiben, egal in welcher Liga man in der nächsten Saison spielen würde. „Ein Kavalier verlässt seine Dame nicht“ („Un cavaliere non lascia mai la sua signora“) waren seine Worte. Sein Trainer war Didier Deschamps, der nach einem Streit mit dem Präsidium kurz vor Saisonende zurücktrat. Del Piero war wieder Kapitän der Mannschaft und führte das Team zum Gewinn der Serie B und damit zum direkten Wiederaufstieg. Mit 20 Toren in 35 Partien wurde er obendrein Torschützenkönig der zweithöchsten italienischen Spielklasse.
In die Saison 2007/08 startete Del Piero mittelmäßig, vor allem der neu verpflichtete Vincenzo Iaquinta machte ihm seinen Stammplatz streitig. Am 16. Oktober 2007 verlängerte Del Piero nach langwierigen Verhandlungen seinen 2008 auslaufenden Vertrag bis 30. Juni 2010. Danach gehörte er bis zum Saisonende zur Stammformation. Mit seinen 21 Saisontoren verhalf er Juve zum dritten Platz der Serie A und sicherte sich den Titel des Torschützenkönigs vor seinem Sturmpartner Trezeguet.
Im Mai 2011 verlängerte Del Piero seinen Vertrag bei Juventus Turin um ein weiteres Jahr bis Juni 2012. In der Saison 2011/12 bestritt er noch 23 Spiele, davon 19 als Einwechselspieler, und wurde mit seinem Verein erneut italienischer Meister. Sein 698. und letztes Pflichtspiel für Juve absolvierte er im Finale der Coppa Italia am 20. Mai 2012 gegen den SSC Neapel.

### Sydney FC

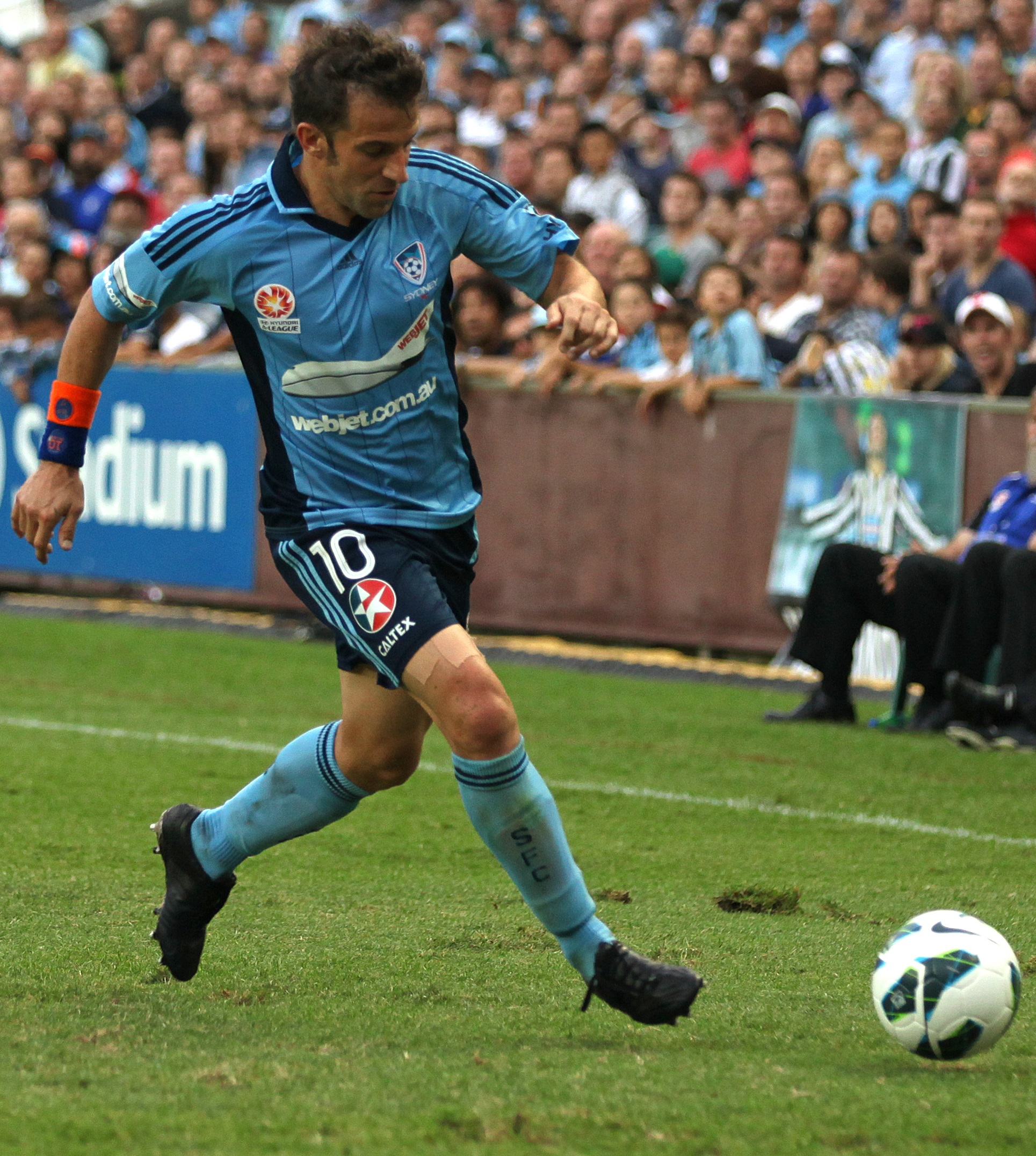
Del Piero im Dress des Sydney FC (2013)

Am 5. September 2012 unterschrieb er einen Zweijahresvertrag beim Sydney FC. Diese Verpflichtung sollte nicht nur das Team verstärken, sondern auch die A-League attraktiver und populärer machen. In seiner ersten Saison für Sydney verpasste die Mannschaft am letzten Spieltag der Saison durch eine 1:3-Niederlage gegen Queensland Roar den Einzug in die Elimination Finals. So landete man hinter den Erwartungen auf einem Platz im unteren Mittelfeld, obwohl Del Piero mit 14 Toren sogar Vierter der Torschützenliste wurde.
In der Saison 2013/14 war Del Piero neuer Kapitän der Mannschaft. Zum Saisonschluss am 28. April 2014 vermeldete er das Ende seiner Zeit als Fußballer in Australien.

### Delhi Dynamos FC
Am 20. August 2014 verpflichtete der indische Verein Delhi Dynamos FC Del Piero, bei dem er als Marquee Player, also als weltbekannter Spieler, fungierte. Jede Mannschaft der Indian Super League muss einen solchen Spieler im Kader vorweisen können. Seine erste Partie der Indian Super League 2014 absolvierte er am 14. Oktober, dem 1. Spieltag, gegen den FC Pune City, als er in der 38. Minute für Morten Skoubo eingewechselt wurde. Hierbei traf er auf David Trezeguet, seinen langjährigen Mitspieler bei Juventus Turin.
Del Piero kam noch in neun der 13 weiteren Spiele zum Einsatz und erzielte dabei einen Treffer. Die Delhi Dynamos beendeten die Saison auf dem fünften Platz und qualifizierten sich damit nicht für die Play-offs. Del Pieros Engagement in Delhi endete nach der Spielzeit. Im Oktober 2015 beendete er seine aktive Karriere.

### Nationalmannschaft
Nach 13 Toren in 17 U-17- und U-18-Länderspielen debütierte Alessandro Del Piero am 20. Januar 1993 unter Cesare Maldini in der U-21-Nationalmannschaft. In der A-Nationalmannschaft gab er zwei Jahre später, am 25. März 1995, beim 4:1 gegen Estland seinen Einstand. Sein erstes Länderspieltor erzielte er am 15. November 1995 gegen Lettland.
Del Piero spielte ab der EM 1996 bei diversen Welt- und Europameisterschaften.

Del Piero (l.) im Trikot der italienischen Nationalmannschaft

Bei der Fußball-Europameisterschaft 2000 erreichte er mit Italien das Finale, das erst in der Verlängerung durch Golden Goal gegen Frankreich verloren wurde.
Bei der WM 2002, der EM 2004 und der WM 2006 hatte er keinen Stammplatz und wurde häufig nur eingewechselt, was ihn nicht daran hinderte, als Einwechselspieler wichtige Tore zu schießen. So zum Beispiel das Ausgleichstor gegen Mexiko bei der WM 2002, das der Squadra Azzurra das Weiterkommen ermöglichte und das er spontan seinem kurz zuvor verstorbenen Vater widmete, oder das entscheidende 2:0 im Halbfinale der WM 2006 gegen Deutschland.
Zur Weltmeisterschaft 2006 in Deutschland stand Del Piero vor demselben Problem wie schon 2002. Obwohl sich Francesco Totti dreieinhalb Monate vor WM-Beginn in einem Punktspiel gegen den FC Empoli das Schien- und Wadenbein gebrochen hatte, stand Del Piero wieder nur in der zweiten Reihe. Marcello Lippi vertraute in den ersten Spielen auf den nicht austrainierten Totti. Zudem standen mit Luca Toni (31 Tore in der Saison 2005/06) und Alberto Gilardino zwei weitere Topstürmer in den Reihen der Azzurri, an denen nur schwer vorbeizukommen war. Dennoch wusste Lippi aus vielen gemeinsamen Jahren bei Juventus Turin um die Stärken Del Pieros, und dass dieser jederzeit bereit sein würde, wenn er ihn brauchte. Zum Achtelfinale gegen die Auswahl Australiens durfte Del Piero von Beginn an spielen, da Totti zuvor wechselhafte Leistungen gezeigt hatte, doch er konnte nicht überzeugen und wurde wieder auf die Bank verbannt. Im Viertelfinale gegen die Auswahl der Ukraine kam er nicht zum Einsatz, im Halbfinale gegen Deutschland wurde er in der 104. Minute eingewechselt und schoss mit seinem 2:0 in der 120. Minute Italien endgültig ins Finale gegen Frankreich, wo er in der 86. Minute eingewechselt wurde und im Elfmeterschießen den vorentscheidenden Treffer zum 5:3 für den späteren WM-Sieg der Italiener erzielte.
Nach der WM kehrte er nach einer kurzen Pause wieder in die Nationalmannschaft zurück. Für das EM-Qualifikationsspiel in Georgien wurde er vom neuen Trainer Roberto Donadoni auf die Tribüne verbannt, offiziell aus „taktischen Gründen“. Die Kollegen der Nationalmannschaft stellten sich auf Del Pieros Seite, der bekundete, sich auch weiterhin behaupten zu wollen. Donadoni nominierte ihn jedoch nur noch selten. Nach Del Pieros starken Leistungen in der Rückrunde der Saison 2007/08 und dem Gewinn der Torjägerwertung berief ihn Donadoni schließlich doch in den Kader für die EM 2008 in Österreich und der Schweiz. Bei dem Turnier kam der Stürmer in drei der vier Partien zum Einsatz und scheiterte mit seinem Team im Viertelfinale knapp am späteren Europameister Spanien.
Sein letztes Länderspiel absolvierte Del Piero am 10. September 2008 beim 2:0-Sieg gegen die Auswahl Georgiens.

## Erwähnenswertes
Viele Tore erzielte er aus einem Spielfeldbereich vor der linken Strafraumseite. Diese Zone erhielt von den Medien die Bezeichnung „Zona Del Piero“. 2019 gab Del Piero bekannt, dass er Besitzer des im September 2018 gegründeten United-Premier-Soccer-League-Vereines LA 10 FC aus Los Angeles, Kalifornien ist, welcher den Stadtnamen für Los Angeles und seine Trikotnummer enthält. Zudem besitzt er in Glendale, Kalifornien die ADP10 Football Academy. Daneben besitzt er das italienische Restaurant N10 Restaurant in downtown Beverly Hills.

## Rekorde

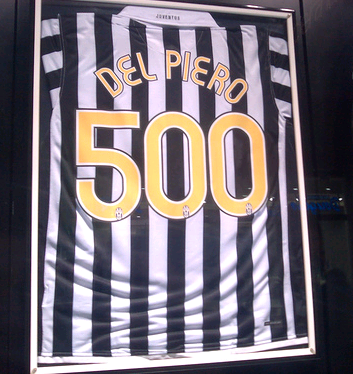
Trikot anlässlich des 500. Einsatzes für Juventus Turin

- Am 10. Januar 2006 erzielte er im Spiel gegen die AC Florenz sein 183. Tor für Juventus Turin und überbot damit den bis dahin geltenden Vereinsrekord von Giampiero Boniperti.
- Am 20. Januar 2007 absolvierte Alessandro Del Piero sein 500. Spiel im Dress von Juventus und erzielte dabei seinen 204. Treffer.
- Am 6. April 2008 absolvierte Del Piero sein 553. Spiel im Dress von Juve und brach damit den bis dahin geltenden Vereinsrekord von Gaetano Scirea.
- Am 29. November 2008 verwandelte er im Ligaspiel gegen Reggina Calcio einen Elfmeter und erzielte damit sein 250. Tor für Juventus Turin.
- Am 14. März 2010 erzielte er das 300. Tor seiner Karriere.[11]
- Am 30. Oktober 2010 erzielte er im Spiel gegen die AC Mailand seinen 179. Serie-A-Treffer und stieg zum alleinigen Rekordtorschützen für Juventus Turin in der Serie A auf.[12]

## Erfolge

### Verein

#### International
- Champions-League-Sieger: 1995/96
- Champions-League-Finalist: 1996/97, 1997/98, 2002/03
- Weltpokalsieger: 1996
- UEFA-Super-Cup-Sieger: 1996
- UEFA-Intertoto-Cup-Sieger: 1999

#### National
- Italienischer Meister: 1994/95, 1996/97, 1997/98, 2001/02, 2002/03, 2004/05*, 2005/06*, 2011/12
- Italienischer Serie-B-Meister: 2006/07
- Italienischer Pokalsieger: 1994/95
- Italienischer Supercupsieger: 1995, 1997, 2002, 2003
- Torneo di Viareggio: 1994

* aberkannt infolge des italienischen Fußball-Skandals 2005/2006

### Nationalmannschaft
- Vize-Europameister: 2000
- Weltmeister: 2006

### Individuelle Erfolge
- Torschützenkönig der UEFA Champions League: 1997/98
- Torschützenkönig der Coppa Italia mit 5 Toren: 2005/06
- Torschützenkönig der Serie B mit 20 Toren: 2006/07
- Torschützenkönig der Serie A mit 21 Toren: 2007/08

### Auszeichnungen und Ehrungen
- Italiens Fußballer des Jahres: 1998, 2008
- Trofeo Bravo: 1996
- Golden Foot Award: 2007
- Aufnahme in die FIFA 100
- Nominierung in das PFA Team of the Year: 2012/13

Orden:
 2000: Cavaliere Ordine al Merito della Repubblica Italiana
 2006: Ufficiale Ordine al Merito della Repubblica Italiana

## Saisonübersicht
| Verein           | Liga                | Saison          | Liga   | Liga | Nat. Pokal | Nat. Pokal | Europapokal | Europapokal | Andere | Andere | Gesamt | Gesamt |
| Verein           | Liga                | Saison          | Spiele | Tore | Spiele     | Tore       | Spiele      | Tore        | Spiele | Tore   | Spiele | Tore   |
| ---------------- | ------------------- | --------------- | ------ | ---- | ---------- | ---------- | ----------- | ----------- | ------ | ------ | ------ | ------ |
| Calcio Padova    | Serie B             | 1991/92         | 4      | 0    | -          | -          | -           | -           | -      | -      | 4      | 0      |
| Calcio Padova    | Serie B             | 1992/93         | 10     | 1    | -          | -          | -           | -           | -      | -      | 10     | 1      |
| Gesamt           | Gesamt              | Gesamt          | 14     | 1    | -          | -          | -           | -           | -      | -      | 14     | 1      |
| Juventus Turin   | Serie A             | 1993/94         | 11     | 5    | 1          | 0          | 2           | 0           | -      | -      | 13     | 5      |
| Juventus Turin   | Serie A             | 1994/95         | 29     | 8    | 10         | 1          | 11          | 2           | -      | -      | 50     | 11     |
| Juventus Turin   | Serie A             | 1995/96         | 29     | 6    | 2          | 1          | 11          | 6           | 1      | 0      | 43     | 13     |
| Juventus Turin   | Serie A             | 1996/97         | 22     | 8    | 4          | 0          | 6           | 4           | 2      | 2      | 34     | 14     |
| Juventus Turin   | Serie A             | 1997/98         | 32     | 21   | 4          | 1          | 10          | 10          | 1      | 0      | 47     | 32     |
| Juventus Turin   | Serie A             | 1998/99         | 8      | 2    | 1          | 0          | 4           | 0           | 1      | 1      | 14     | 3      |
| Juventus Turin   | Serie A             | 1999/00         | 34     | 9    | 2          | 1          | 9           | 2           | -      | -      | 45     | 12     |
| Juventus Turin   | Serie A             | 2000/01         | 25     | 9    | 2          | 0          | 6           | 0           | -      | -      | 37     | 9      |
| Juventus Turin   | Serie A             | 2001/02         | 32     | 16   | 4          | 1          | 10          | 4           | -      | -      | 46     | 21     |
| Juventus Turin   | Serie A             | 2002/03         | 24     | 16   | -          | -          | 13          | 5           | 1      | 2      | 38     | 23     |
| Juventus Turin   | Serie A             | 2003/04         | 22     | 8    | 4          | 3          | 4           | 3           | 1      | 0      | 31     | 14     |
| Juventus Turin   | Serie A             | 2004/05         | 30     | 14   | 1          | 0          | 10          | 3           | -      | -      | 41     | 17     |
| Juventus Turin   | Serie A             | 2005/06         | 33     | 12   | 4          | 5          | 7           | 3           | 1      | 0      | 45     | 20     |
| Juventus Turin   | Serie B             | 2006/07         | 35     | 20   | 2          | 3          | -           | -           | -      | -      | 37     | 23     |
| Juventus Turin   | Serie A             | 2007/08         | 37     | 21   | 4          | 3          | -           | -           | -      | -      | 41     | 24     |
| Juventus Turin   | Serie A             | 2008/09         | 31     | 13   | 3          | 2          | 9           | 6           | -      | -      | 43     | 21     |
| Juventus Turin   | Serie A             | 2009/10         | 23     | 9    | 1          | 2          | 5           | 0           | -      | -      | 29     | 11     |
| Juventus Turin   | Serie A             | 2010/11         | 33     | 8    | 2          | 0          | 10          | 3           | -      | -      | 45     | 11     |
| Juventus Turin   | Serie A             | 2011/12         | 23     | 3    | 4          | 2          | -           | -           | -      | -      | 27     | 5      |
| Gesamt           | Gesamt              | Gesamt          | 513    | 208  | 55         | 25         | 127         | 51          | 8      | 5      | 703    | 289    |
| Sydney FC        | A-League            | 2012/13         | 24     | 14   | -          | -          | -           | -           | -      | -      | 24     | 14     |
| Sydney FC        | A-League            | 2013/14         | 23     | 10   | -          | -          | -           | -           | -      | -      | 23     | 10     |
| Gesamt           | Gesamt              | Gesamt          | 47     | 24   | -          | -          | -           | -           | -      | -      | 47     | 24     |
| Delhi Dynamos FC | Indian Super League | 2014            | 10     | 1    | -          | -          | -           | -           | -      | -      | 10     | 1      |
| Gesamt           | Gesamt              | Gesamt          | 10     | 1    | -          | -          | -           | -           | -      | -      | 10     | 1      |
| Karriere Gesamt  | Karriere Gesamt     | Karriere Gesamt | 584    | 234  | 55         | 25         | 127         | 51          | 8      | 5      | 774    | 315    |

Quelle: footballdatabase.eu

## Leben
Alessandro Del Piero wurde in Conegliano in der italienischen Region Veneto geboren und wuchs in San Vendemiano unweit seiner Geburtsstadt auf. Sein Vater Gino war beim staatlichen Stromversorger Enel als Elektroinstallateur beschäftigt.
Del Piero ist seit 2005 mit Sonia Amoruso verheiratet und Vater von drei Kindern. Er gilt als zurückhaltend, höflich und ernst. Für Sportsgeist und Fairness wurde er mehrmals ausgezeichnet, so etwa mit dem „Associazione Soomaaliya Special Award for Fairness“ und dem „Coppa d’Argento’ Premio Speciale Gentleman Award“.
Zusammen mit Patrick Dempsey ist er Besitzer des ALMS-Rennstalls Dempsey Racing.